# Tatort: Bestien
Bestien ist ein Fernsehfilm aus der Kriminalreihe Tatort. Der vom Westdeutschen Rundfunk unter der Regie von Kaspar Heidelbach produzierte Film wurde am 25. November 2001 im Ersten Programm der ARD ausgestrahlt. Es ist der 18. Fall des Kölner Ermittler-Teams Ballauf und Schenk und die 487. Tatortfolge.

## Handlung
Ricky, die Tochter des Ofenschmieds Kulle Hain, eines früheren Rockers, fährt mit ihrer Freundin Sarah per Anhalter von der Disco nach Hause. Dabei werden sie überfallen, Ricky brutal vergewaltigt und ermordet. Sarah kann entkommen. Kommissar Ballauf glaubt zunächst, dass der gesuchte Sexualmörder schnell gefunden ist, doch zeigt sich, dass dies ein Irrtum war. Trotz der Täterbeschreibung findet sich keine Übereinstimmung mit bekannten und vorbestraften Sexualstraftätern. Daher nimmt Kulle die Suche nach dem Mörder seiner Tochter in die eigenen Hände. Er kontaktiert eine Reporterin und will mit ihrer Hilfe den Schuldigen finden. Durch einen ersten Bericht in der Zeitung kann der Täter, Gerhard Vaupel, die Adresse der Freundin seines Opfers ausfindig machen. Er will sie zum Schweigen bringen, dabei ahnt er nicht, dass Kulle seine früheren Rockerfreunde alarmiert hat, um das Mädchen zu beschützen. Demzufolge wird er von ihnen gestellt, zusammengeschlagen und eingesperrt.
Inzwischen kommen auch die Kommissare Ballauf und Schenk auf Gerhard Vaupel als den mutmaßlichen Täter. Zwei Tage nachdem er zur Fahndung ausgeschrieben worden ist, wird er erdrosselt aufgefunden, die Leiche war in einem Plastiksack in den Rhein geworfen worden. Der Gerichtsmediziner stellt eindeutige Spuren einer Misshandlung fest. So kommen die Kommissare dahinter, dass Kulle und seine Rockerfreunde Vaupel vor ihnen zu fassen bekommen haben. Kulle räumt ein, den Mann in einem Versteck festgehalten zu haben, jedoch habe er ihn nicht umgebracht. Lediglich die Leiche habe er entsorgt, nachdem er Vaupel tot aufgefunden habe.
Ballauf und Schenk erhalten am Ende von Rickys Mutter ein Geständnis, dass sie den gefesselten Vaupel erdrosselt habe. Da ihnen die Frau leidtut, verbrennen die Kommissare das Tatwerkzeug, damit Carla Hain nicht wegen Mordes angeklagt werden kann, sondern mit Totschlag davonkommt.

## Hintergrund
Bestien wurde von Colonia Media im Auftrag des WDR  produziert. Die Dreharbeiten erfolgten vom 26. April bis zum 30. Mai 2001 in Köln, Lohmar und Pulheim unter dem Arbeitstitel Almeidaweg, St. Martin.
Der Musiktitel „Blut ist dicker als Wasser“ wurde von der Kölner Kultband L.S.E. gesungen.
Diese Tatortfolge ist aufgrund der Verwendung eines offiziellen Fahndungsfotos in die Schlagzeilen geraten. Nach Angaben des damaligen Requisiteurs hatte eine Praktikantin für die Tatortepisode fiktive Fahndungsakten erstellen sollen und dabei ist das Foto von Uwe Mundlos dort hineingeraten. Die Verantwortlichen zeigten sich erstaunt, zumal die NSU-Untersuchungen gegen Mundlos zu diesem Zeitpunkt noch nicht aktuell waren. Ihrer Ansicht nach war die junge Mitarbeiterin davon ausgegangen, dass es sich um das Foto eines Mitarbeiters gehandelt hat, da aus solchem Material normalerweise die Requisiten hergestellt werden. So bleibt diese Panne ein bemerkenswerter Zufall.

## Rezeption

### Einschaltquoten
Bei seiner Erstausstrahlung am 25. November 2001 wurde die Folge Bestien in Deutschland von 9,33 Millionen Zuschauer gesehen, was einem Marktanteil von 26,00 Prozent entsprach.

### Kritiken
Tilmann P. Gangloff kritisiert für Kino.de und meint: „Nicht nur der Kommissar, auch der Film selbst wandelt trotz des distanzierenden Titels (‚Bestien‘) auf einem schmalen Grat, denn Sympathieträger Schenk lädt den Zuschauer natürlich dazu ein, die mutmaßliche Selbstjustiz ebenfalls zu entschuldigen. Gegenentwurf ist wieder einmal Ballauf, dessen kompromisslos moralische Haltung allerdings durch den Schluss wieder in Frage gestellt wird. Sehenswert aber ist der Krimi aus Köln allemal. Gerade die gemeinsamen Szenen von Bär und Rohde sind von großer Intensität. Und hörenswert ist der Film ebenfalls: Die Musik, oft mehr eine Toncollage mit Thriller-Elementen als melodische Klangfolge, stammt von Arno Steffen, und seine Kumpels von der Kölner Kultband LSE haben auch einen Song beigesteuert.“
Die Kritiker von TV Spielfilm meinen: „Kluger, etwas redseliger Selbstjustizkrimi.“

### Trivia
Freddys Auto: In den Ballauf-Schenk-Fällen 18–21 fährt er einen zeitgenössischen Chrysler PT Cruiser mit dem Kennzeichen K-MY 5873.